# Этюды (Шопен)
Композитор Фридерик Шопен написал 27 этюдов для сольного фортепиано, которые были опубликованы в 1830-х годах.
Ни одно из названий этюдов самому Шопену не принадлежит.

## Список

### Опус 10
Был впервые опубликован в 1833 году. Этот сборник посвящён Ференцу Листу.
| Этюд                      | Тональность       | Первые такты | Аудио |
| ------------------------- | ----------------- | ------------ | ----- |
| № 1 «Водопад»             | до мажор          |              |       |
| № 2 «Хроматический»       | ля минор          |              |       |
| № 3 «Грусть»              | ми мажор          |              |       |
| № 4 «Поток»               | до-диез минор     |              |       |
| № 5 «Чёрные клавиши»      | соль-бемоль мажор |              |       |
| № 6 «Плач»                | ми-бемоль минор   |              |       |
| № 7 «Токката»             | до мажор          |              |       |
| № 8 «Солнечный свет»      | фа мажор          |              |       |
| № 9, без названия         | фа минор          |              |       |
| № 10, без названия        | ля-бемоль мажор   |              |       |
| № 11 «Арпеджио», «Гитара» | ми-бемоль мажор   |              |       |
| № 12 «Революционный»      | до минор          |              |       |

### Опус 25
Был опубликован в 1837 году. Сборник посвящён Мари д' Агу.
| Этюд                        | Тональность       | Первые такты | Аудио |
| --------------------------- | ----------------- | ------------ | ----- |
| № 1 «Пастух», «Эолова арфа» | ля-бемоль мажор   |              |       |
| № 2 «Пчёлы»                 | фа минор          |              |       |
| № 3 «Всадник»               | фа мажор          |              |       |
| № 4 «Паганини»              | ля минор          |              |       |
| № 5 «Неправильная нота»     | ми минор          |              |       |
| № 6 «Терции»                | соль-диез минор   |              |       |
| № 7 «Виолончель»            | до-диез минор     |              |       |
| № 8 «Сексты»                | ре-бемоль мажор   |              |       |
| № 9 «Бабочка»               | соль-бемоль мажор |              |       |
| № 10 «Октавы»               | си минор          |              |       |
| № 11 «Зимний ветер»         | ля минор          |              |       |
| № 12 «Океан»                | до минор          |              |       |

### Три «новых» этюда (фр.Trois nouvelles Études), B. 130
Были опубликованы в 1839 году. Наряду с пьесами других композиторов предназначались для методического труда Франсуа Жозефа Фетиса и Игнаца Мошелеса «Метод всех методов» (фр. Méthode des méthodes). 
Эти этюды не так сложны, как оп. 10 и оп. 25.
| Этюд | Тональность     | Первые такты | Аудио |
| ---- | --------------- | ------------ | ----- |
| № 1  | фа минор        |              |       |
| № 2  | ре-бемоль мажор |              |       |
| № 3  | ля-бемоль мажор |              |       |